# La Contrebasse et la Flûte
La Contrebasse et la Flûte (en russe: Kontrabas i fleïta) est une nouvelle d’Anton Tchekhov, parue en 1885.

## Historique
La Contrebasse et la Flûte est initialement publiée dans la revue russe Le Journal de Pétersbourg, no 296, du 28 octobre 1885, sous le pseudonyme A.Tchekhonte.

## Résumé
Le flûtiste Ivan Matvéitch cherche un logement abordable. Il tombe d’accord avec le contrebassiste Pierre Pétrovitch pour devenir son colocataire. Les deux hommes sont calmes, sobres et honnêtes, la cohabitation s’annonce bien.
Hélas ! au bout de trois jours, les deux se rendent compte de l’erreur : la flûte dort la lumière allumée, la contrebasse, toute lumière éteinte. La flûte fait la grasse matinée, alors que la contrebasse est levée à six heures. Le premier est grand utilisateur de savon et dentifrice, le second les a en horreur. La contrebasse s’enduit chaque soir le ventre de graisse, ce que la flûte trouve cela répugnant. La flûte aime Tourgueniev, la contrebasse non, etc.
Au bout d’un mois, la flûte cherche un prétexte pour partir, mais se retient pour ne pas vexer la contrebasse. Celle-ci de son côté les oblige à déménager deux fois dans des endroits de plus en plus sordides pour forcer la flûte à partir.
À la fin du deuxième mois, la contrebasse prend son courage à deux mains et prie la flûte de partir, « la flûte n’en demandait pas davantage ».

## Édition française
- La Contrebasse et la Flûte, dans Œuvres de A.Tchekhov 1885, traduit par Madeleine Durand et Édouard Parayre, Les Éditeurs Français Réunis, 1955, numéro d’éditeur 431.